# Stamboom Willem I van Nassau-Dillenburg
| Stamboom Willem van Nassau-Dillenburg (1487-1559) | Stamboom Willem van Nassau-Dillenburg (1487-1559)                                      | Stamboom Willem van Nassau-Dillenburg (1487-1559)                                      | Stamboom Willem van Nassau-Dillenburg (1487-1559)                                      | Stamboom Willem van Nassau-Dillenburg (1487-1559)                                      | Stamboom Willem van Nassau-Dillenburg (1487-1559) | Stamboom Willem van Nassau-Dillenburg (1487-1559)                                      | Stamboom Willem van Nassau-Dillenburg (1487-1559)                                      | Stamboom Willem van Nassau-Dillenburg (1487-1559)                                          | Stamboom Willem van Nassau-Dillenburg (1487-1559)                                      | Stamboom Willem van Nassau-Dillenburg (1487-1559)                                 | Stamboom Willem van Nassau-Dillenburg (1487-1559)                                 | Stamboom Willem van Nassau-Dillenburg (1487-1559)                                 | Stamboom Willem van Nassau-Dillenburg (1487-1559)                                 | Stamboom Willem van Nassau-Dillenburg (1487-1559)                                 | Stamboom Willem van Nassau-Dillenburg (1487-1559)                                 | Stamboom Willem van Nassau-Dillenburg (1487-1559)                                 | Stamboom Willem van Nassau-Dillenburg (1487-1559)                                 | Stamboom Willem van Nassau-Dillenburg (1487-1559)                                 | Stamboom Willem van Nassau-Dillenburg (1487-1559)                                 |
| ------------------------------------------------- | -------------------------------------------------------------------------------------- | -------------------------------------------------------------------------------------- | -------------------------------------------------------------------------------------- | -------------------------------------------------------------------------------------- | --- | -------------------------------------------------------------------------------------- | -------------------------------------------------------------------------------------- | ------------------------------------------------------------------------------------------ | -------------------------------------------------------------------------------------- | --------------------------------------------------------------------------------- | --------------------------------------------------------------------------------- | --------------------------------------------------------------------------------- | --------------------------------------------------------------------------------- | --------------------------------------------------------------------------------- | --------------------------------------------------------------------------------- | --------------------------------------------------------------------------------- | --------------------------------------------------------------------------------- | --------------------------------------------------------------------------------- | --------------------------------------------------------------------------------- |
| Grootouders                                       | Johan IV van Nassau-Dillenburg (1410-1475) x 1440 Maria van Loon-Heinsberg (1424-1502) | Johan IV van Nassau-Dillenburg (1410-1475) x 1440 Maria van Loon-Heinsberg (1424-1502) | Johan IV van Nassau-Dillenburg (1410-1475) x 1440 Maria van Loon-Heinsberg (1424-1502) | Johan IV van Nassau-Dillenburg (1410-1475) x 1440 Maria van Loon-Heinsberg (1424-1502) | Johan IV van Nassau-Dillenburg (1410-1475) x 1440 Maria van Loon-Heinsberg (1424-1502)                                                                                               | Johan IV van Nassau-Dillenburg (1410-1475) x 1440 Maria van Loon-Heinsberg (1424-1502) | Johan IV van Nassau-Dillenburg (1410-1475) x 1440 Maria van Loon-Heinsberg (1424-1502) | Johan IV van Nassau-Dillenburg (1410-1475) x 1440 Maria van Loon-Heinsberg (1424-1502)     | Johan IV van Nassau-Dillenburg (1410-1475) x 1440 Maria van Loon-Heinsberg (1424-1502) | Hendrik van Hessen (1440-1483) x 1458 Anna van Katzenelnbogen (1443-1494)         | Hendrik van Hessen (1440-1483) x 1458 Anna van Katzenelnbogen (1443-1494)         | Hendrik van Hessen (1440-1483) x 1458 Anna van Katzenelnbogen (1443-1494)         | Hendrik van Hessen (1440-1483) x 1458 Anna van Katzenelnbogen (1443-1494)         | Hendrik van Hessen (1440-1483) x 1458 Anna van Katzenelnbogen (1443-1494)         | Hendrik van Hessen (1440-1483) x 1458 Anna van Katzenelnbogen (1443-1494)         | Hendrik van Hessen (1440-1483) x 1458 Anna van Katzenelnbogen (1443-1494)         | Hendrik van Hessen (1440-1483) x 1458 Anna van Katzenelnbogen (1443-1494)         | Hendrik van Hessen (1440-1483) x 1458 Anna van Katzenelnbogen (1443-1494)         | Hendrik van Hessen (1440-1483) x 1458 Anna van Katzenelnbogen (1443-1494)         |
| Ouders                                            | Johan V van Nassau-Dillenburg (1455-1516) x 1482 Elisabeth van Hessen (1466-1523)      | Johan V van Nassau-Dillenburg (1455-1516) x 1482 Elisabeth van Hessen (1466-1523)      | Johan V van Nassau-Dillenburg (1455-1516) x 1482 Elisabeth van Hessen (1466-1523)      | Johan V van Nassau-Dillenburg (1455-1516) x 1482 Elisabeth van Hessen (1466-1523)      | Johan V van Nassau-Dillenburg (1455-1516) x 1482 Elisabeth van Hessen (1466-1523) | Johan V van Nassau-Dillenburg (1455-1516) x 1482 Elisabeth van Hessen (1466-1523)      | Johan V van Nassau-Dillenburg (1455-1516) x 1482 Elisabeth van Hessen (1466-1523)      | Johan V van Nassau-Dillenburg (1455-1516) x 1482 Elisabeth van Hessen (1466-1523)          | Johan V van Nassau-Dillenburg (1455-1516) x 1482 Elisabeth van Hessen (1466-1523)      | Johan V van Nassau-Dillenburg (1455-1516) x 1482 Elisabeth van Hessen (1466-1523) | Johan V van Nassau-Dillenburg (1455-1516) x 1482 Elisabeth van Hessen (1466-1523) | Johan V van Nassau-Dillenburg (1455-1516) x 1482 Elisabeth van Hessen (1466-1523) | Johan V van Nassau-Dillenburg (1455-1516) x 1482 Elisabeth van Hessen (1466-1523) | Johan V van Nassau-Dillenburg (1455-1516) x 1482 Elisabeth van Hessen (1466-1523) | Johan V van Nassau-Dillenburg (1455-1516) x 1482 Elisabeth van Hessen (1466-1523) | Johan V van Nassau-Dillenburg (1455-1516) x 1482 Elisabeth van Hessen (1466-1523) | Johan V van Nassau-Dillenburg (1455-1516) x 1482 Elisabeth van Hessen (1466-1523) | Johan V van Nassau-Dillenburg (1455-1516) x 1482 Elisabeth van Hessen (1466-1523) | Johan V van Nassau-Dillenburg (1455-1516) x 1482 Elisabeth van Hessen (1466-1523) |
| Willem de Rijke (1487-1559)                       |                                                                                        |                                                                                        |                                                                                        |                                                                                        | |                                                                                        |                                                                                        |                                                                                            |                                                                                        |                                                                                   |                                                                                   |                                                                                   |                                                                                   |                                                                                   |                                                                                   |                                                                                   |                                                                                   |                                                                                   |                                                                                   |
| Gehuwd met                                        | x Walburga van Egmont                                                                  | x Walburga van Egmont                                                                  | x Juliana van Stolberg (1506-1580)                                                     | x Juliana van Stolberg (1506-1580)                                                     | x Juliana van Stolberg (1506-1580) | x Juliana van Stolberg (1506-1580)                                                     | x Juliana van Stolberg (1506-1580)                                                     | x Juliana van Stolberg (1506-1580)                                                         | x Juliana van Stolberg (1506-1580)                                                     | x Juliana van Stolberg (1506-1580)                                                | x Juliana van Stolberg (1506-1580)                                                | x Juliana van Stolberg (1506-1580)                                                | x Juliana van Stolberg (1506-1580)                                                | x Juliana van Stolberg (1506-1580)                                                | x Juliana van Stolberg (1506-1580)                                                | x Juliana van Stolberg (1506-1580)                                                | x Juliana van Stolberg (1506-1580)                                                | x Juliana van Stolberg (1506-1580)                                                | x Juliana van Stolberg (1506-1580)                                                |
| Kinderen                                          | dochter                                                                                | ?                                                                                      | Willem I (1533-1584) Willem de Zwijger                                                 | Willem I (1533-1584) Willem de Zwijger                                                 | Willem I (1533-1584) Willem de Zwijger | Willem I (1533-1584) Willem de Zwijger                                                 | Hermanna (1534-?)                                                                      | Jan VI (1536-1606) Jan de Oude                                                             | Jan VI (1536-1606) Jan de Oude                                                         | Jan VI (1536-1606) Jan de Oude                                                    | Lodewijk (1538-1574)                                                              | Maria (1539-1599) x Willem IV van den Bergh                                       | Adolf (1540-1568)                                                                 | Anna (1541-?)                                                                     | Elisabeth (1542-?)                                                                | Catharina (1543-1624) x 1560 Günther XLI van Schwarzburg-Arnstadt                 | Juliana (1546-?)                                                                  | Magdalena (1547-?)                                                                | Hendrik (1550-1574)                                                               |
| Kinderen                                          | dochter                                                                                | ?                                                                                      | x 1551 Anna van Buren (1533-1558)                                                      | x 1561 Anna van Saksen (1544-1577)                                                     | x 1575 Charlotte de Bourbon (1547-1582) | x 1583 Louise de Coligny (1555-1620)                                                   | Hermanna (1534-?)                                                                      | x Elisabeth van Leuchtenberg (1537-1579)                                                   | x Cunigonda van der Palts (1556-1586)                                                  | x Johannetta van Sayn-Wittgenstein (1561-1622)                                    | Lodewijk (1538-1574)                                                              | Maria (1539-1599) x Willem IV van den Bergh                                       | Adolf (1540-1568)                                                                 | Anna (1541-?)                                                                     | Elisabeth (1542-?)                                                                | Catharina (1543-1624) x 1560 Günther XLI van Schwarzburg-Arnstadt                 | Juliana (1546-?)                                                                  | Magdalena (1547-?)                                                                | Hendrik (1550-1574)                                                               |
| Kleinkinderen                                     | ?                                                                                      | ?                                                                                      | Maria (1553-1554) Philips Willem (1554-1618) Maria (1556-1616)                         | Anna (1562-1588) Maurits (1564-1566) Maurits (1567-1625) Emilia (1569-1629)            | Louise Juliana (1576-1644) Maria Elisabeth (1577-1642) Catharina Belgica (1578-1648) Charlotte Flandrina (1579-1640) Charlotte Brabantina (1580-1631) Emilia Antwerpiana (1581-1657) | Frederik Hendrik (1584-1647)                                                           | ?                                                                                      | Willem Lodewijk (1560-1620) Johan VII ‘de Middelste’ (1561-1623) Ernst Casimir (1573-1632) | ?                                                                                      | ?                                                                                 | -                                                                                 | Hendrick van den Bergh                                                            | -                                                                                 | ?                                                                                 | ?                                                                                 | ?                                                                                 | ?                                                                                 | ?                                                                                 | -                                                                                 |